# Zhenya Katava
Zhenya Katava est un mannequin biélorusse.

## Biographie
Elle commence le mannequinat en 2011, elle mesure 1,80 m, elle a les cheveux bruns et les yeux verts. En 2011, elle défile pour Costello Tagliapietra et Marco de Vincenzo,,,. Elle enchaîne en 2012 : elle défile pour Giorgio Armani et Ermanno Servico. En 2013, elle défile notamment pour Tanya Taylor, Philipp Plein, Rachel Zoe, Naeem Khan et Nicole Miller. Elle défile à trois reprises pour Dolce & Gabbana ou Cushnie et Ochs.
En février 2016, elle fait la couverture du Harper's Bazaar Serbia, l'édition serbe du Harper's Bazaar sous l'objectif de Yossi Michaeli. 
En 2017, elle représente le nouveau parfum Aura de Thierry Mugler.
Elle est en couple avec Arthur Kulkov (en).